# Мильштейн, Владимир Вольфович
Владимир Вольфович Мильштейн (2 октября 1917, Москва, Российская империя —1982) — советский и российский учёный-осетровод. Один из инициаторов создания на базе лаборатории осетровых рыб КаспНИРО специального института по изучению осетровых — ЦНИОРХа. Внес большой теоретический и практический вклад в развитие осетроводства и воспроизводства рыбных запасов Каспийского бассейна.

## Биография
Владимир Вольфович родился в Москве 2 октября 1917 года.
В 1938 году он окончил Мосрыбвтуз по специальности «Ихтиология и рыбоводство».
С 1938 года начал заниматься научной деятельностью в должности младшего научного сотрудника Азербайджанской научной рыбхозстанции.
С 1941 по 1947 гг. служил в советской армии и участвовал в Великой Отечественной войне.
С 1947 года работал в Сталинградском облводхозе. С 1949 по 1956 гг. занимал должность директора рыбоводно-биологической станции и директора Кизанского осетрового рыбоводного завода.
В 1959 году получает степень кандидата биологических наук.
В 1960 году становится старшим научным сотрудником КаспНИРО, а с 1963 года становится заведующим лабораторией осетровых рыб КаспНИРО.
В мае 1964 году, в Астрахани был создан Центральный научно-исследовательский институт осетрового хозяйства (ЦНИОРХ), одним из инициаторов создания которого выступает Мильштейн. Он же становится первым директором. Институт был организован по решению Государственного комитета рыбного хозяйства СССР на базе лаборатории осетровых рыб Каспийского научно-исследовательского института морского рыбного хозяйства и океанографии (КаспНИРО) и рыбоводного завода «Правый раздор». Под руководством Мильштейна В. В. институт стал работать над объединением усилий ученых, ведущих исследователей в области морского и речного периодов жизни осетровых, размножения их в естественных условиях, биотехнике выращивания молоди.
В 1973 году Мильштейн переходит на преподавательскую работу в Астрыбвтуз и становится заведующим кафедрой рыбоводства.
В 60-70-е гг. на кафедре рыбоводства создается научная школа осетроводства по руководством Мильштейна В. В., которым были разработаны основы искусственного разведения и прудового выращивания молоди осетровых рыб, проведены первые работы по их гибридизации, в частности получению гибрида бестера.
Владимиром Вольфовичем впервые был применен метод мечения молоди радиоактивным фосфором. Многие выводы и предложения работ ученого внедрены в практику. Написано более 80 научных работ, около 60 из них опубликованы. В них освещаются вопросы развития осетроводства на Каспии, выращивания молоди промысловых рыб в нерестово-вырастных хозяйствах.
Научно-исследовательские работы Мильштейна («Разведение осетровых», Пищепромиздат, 1957 г.; «Совершенствование биотехники разведения осетровых», Пищ. пром., 1964 г.; «Осетроводство», Пищ. пром., 1972 г.) являлись основой для дальнейшего развития исследовательских и научных работ в осетроводстве. Владимир Вольфович воспитал несколько поколений ученых и осетроводов-практиков, которые работают в настоящее время в различных регионах России и за рубежом.